# Ordre de bataille français d'Austerlitz
Pour un article plus général, voir bataille d’Austerlitz.
Ce qui suit est l'ordre de bataille des forces militaires françaises présentes lors de la bataille d’Austerlitz, qui eut lieu le 2 décembre 1805.
ATTENTION : l'ordre de bataille est compliqué par les rattachements divers ainsi que par les variations d'effectifs, variables suivant les sources (ex : Nafziger). Les additions des corps sont fausses et incohérentes avec les effectifs annoncés dans le détail par unités.

## Ordre de bataille

### Armée française
- Commandant en chef : Napoléon
  - Lieutenant de l'Empereur : Joachim Murat
- aides de camp de l'Empereur : 
  - généraux de division Junot et Savary
  - généraux de brigade Rapp, Bertrand, Gardane, Le Marois, et Mouton
  - colonel Anne-Charles Lebrun
  - Marie François Auguste de Caffarelli du Falga, Lauriston, Honoré Charles Reille
- officiers d'ordonnance de l'Empereur : Castille, Eugéne de Montesquiou, Henri Amédée de Turenne, Falkouwski, Charles François Deponthon, Scher, Bongard, Berthemy, Maulnois, Parrain
- chef d'état-major de l'armée : Maréchal Louis-Alexandre Berthier avec les Capitaines Colbert, Girardin, Lejeune et les lieutenants Perigord et Lagrange à disposition
- chef d'état-major général : général de division Antoine François Andréossy
- maréchal des logis : général de division Dumas
- commandant de l'artillerie : général de division Songis
- chef d'état-major de l'artillerie : général de brigade Pernety
- adjoint au chef d'état-major de l'artillerie : colonel Alexandre-Antoine Hureau de Sénarmont
- commandant du génie : général de division Armand Samuel de Marescot
- chef d'état-major du génie : Major Ducoudsary
- directeur du télégraphe : Chappe
- chef boulanger : Le Payen
- chef chirurgien : Poussielgue
- grand Maréchal du palais : général de division Duroc
- grand Écuyer : général de division Caulaincourt
- administration militaire : Pierre Daru

#### Garde impériale
Effectifs totaux : 5 373 hommes et 24 canons
- commandement : maréchal Bessières
- chef d'état-major : général de brigade Roussel

##### Infanterie de la Garde impériale
- - 1er Régiment de Grenadier-à-Pied de la Garde Impériale, effectif 1 519 hommes, en 2 bataillons, général de brigade Pierre-Augustin Hulin
  - 1er régiment de chasseurs-à-pied de la Garde impériale, effectif 1 613 hommes, en 2 bataillons, général de brigade Jérôme Soulès
  - grenadiers à pied de la garde royale italienne[1], effectif 753 hommes en 1 bataillon, colonel Lecchi
  - Gendarmerie d'élite, général de brigade Rapp, 203 hommes

##### Cavalerie de la Garde impériale
- - Régiment de grenadiers à cheval de la Garde impériale, effectif 706 hommes en 4 escadrons, général de brigade Ordener puis le colonel-major Louis Lepic
  - Régiment de chasseurs à cheval de la Garde impériale, effectif 375 hommes en 4 escadrons (1 détaché pour l'escorte de Napoléon), colonel Eugène de Beauharnais et en second colonel François-Louis de Morlan
  - Mamelouks, effectif 109 hommes

##### Artillerie de la Garde impériale
Commandée par le colonel Joseph Couin, effectif 283 hommes
- 1re et 2e compagnies du régiment d'artillerie à cheval de la Garde impériale, chacune avec 4 pièces de 8 livres, 2 pièces de 4 livres et 2 obusiers de 6 pouces.
- compagnies d'artillerie à cheval de la garde royale italienne avec 4 pièces de 8 livres, 2 pièces de 4 livres et 2 obusiers de 6 pouces.

##### Réserve (provenant du5ecorps)
- 1re Division d'Infanterie (grenadiers de la réserve) du général de division Oudinot
  - 1re brigade : général de brigade Claude Joseph de Laplanche-Morthières
    - 4 bataillons d’élite venant du 13e de ligne, du 58e de ligne, du 9e de ligne et du 81e de ligne, 1 787 hommes

  - 2e brigade : général de brigade Pierre Louis Dupas
    - 4 bataillons d’élite venant du 2e léger, du 3e léger, du 28e léger et du 31e léger, 1 798 hommes

  - 3e brigade : général de brigade Ruffin
    - 2 bataillons d’élite venant du 15e léger et du 18e léger, 1 070 hommes

  - artillerie divisionnaire, 132 hommes :
    - 1re compagnie du 1er régiment d'artillerie à pied avec 4 pièces de 8 livres et 2 pièces de 4 livres
    - détachement de la 5e compagnie du 5e régiment d'artillerie à pied avec 2 pièces de 8 livres

#### 1erCorps d'Armée
Effectifs totaux : 10 918 fantassins, 1 856 cavaliers, 1 306 artilleurs et 24 canons
- Commandant : maréchal Bernadotte
- Chef d'état-major : général de division Victor-Léopold Berthier
- Commandant de l'artillerie : général de division Eblé
- Commandant du génie : colonel Morio
- 1re Division d'Infanterie commandée par le général de division Rivaud de la Raffinière :
  - 1re brigade : général de brigade Pierre Charles Dumoulin :
    - 8e régiment d'infanterie de ligne (1 858 hommes)

  - 2e brigade : général de brigade Michel Marie Pacthod :
    - 45e régiment d'infanterie de ligne (1 604 hommes) :
    - 54e régiment d'infanterie de ligne (1 614 hommes) :

  - artillerie divisionnaire (111 hommes) :
    - artillerie à pied : demi-batterie avec 4 pièces de 3 livres et 1 obusier de 51/3 pouces
      - artillerie à cheval : demi-batterie avec 4 pièces de 3 livres et 1 obusier de 51/3 pouces
- 2e division d'infanterie commandée par le général de division Drouet :
  - 1re brigade : général de brigade Bernard Georges François Frère :
    - 27e régiment d'infanterie légère (2 069 hommes)

  - 2e brigade : général de brigade François Jean Werlé :
    - 94e régiment d'infanterie de ligne (1 814 hommes)
    - 95e régiment d'infanterie de ligne (1 903 hommes)

  - artillerie divisionnaire (118 hommes) :
    - artillerie à pied : batterie avec 5 pièces de 3 livres et 1 obusier de 51/3 pouces
    - artillerie à cheval : batterie avec 5 pièces de 3 livres et 1 obusier de 51/3 pouces

#### 3eCorps d'Armée
Effectifs totaux : 18 092 fantassins, 1 293 cavaliers, 1 036 artilleurs et 12 canons
- commandé par le Maréchal Davout
- chef d'état-major : général de brigade Joseph Daultanne
- commandant de l'artillerie : général de division Jean-Barthélemot Sorbier
- commandant du génie : colonel Antoine Etienne Touzard

##### 2edivisiond'infanterie
commandée par le général de division Louis Friant
- 1re brigade : général de brigade Georges Kister
  - 15e régiment d'infanterie légère, 2 bataillons, 905 hommes
  - 33e régiment d'infanterie de ligne, 2 bataillons, 1 689 hommes
- 2e brigade : général de brigade Pierre-Charles Lochet
  - 48e régiment d'infanterie de ligne, 2 bataillons, 1 522 hommes
  - 111e régiment d'infanterie de ligne, 2 bataillons, 1 778 hommes
- 3e brigade : général de brigade Étienne Heudelet de Bierre
  - 108e régiment d'infanterie de ligne, 1567 hommes
- artillerie divisionnaire : (130 hommes)
  - artillerie à pied : 2e compagnie du 7e régiment d'artillerie à pied avec 4 pièces de 8 livres et 2 obusiers de 6 pouces

##### 4eDivision de Dragons
Détachée de la réserve de cavalerie, commandée par le général de division Bourcier
- 1re brigade : général de brigade Louis Michel Antoine Sahuc, 210 hommes
  - 15e régiment de dragons, 227 hommes dont 90 sur les rangs
  - 17e régiment de dragons, 290 hommes dont 120 sur les rangs
- 2e brigade : général de brigade Laplanche, 310 hommes
  - 18e régiment de dragons, 279 hommes dont 150 sur les rangs
  - 19e régiment de dragons, 266 hommes dont 166 sur les rangs
- 3e brigade : général de brigade Jean Christophe Collin dit Verdière, 190 hommes
  - 25e régiment de dragons, 220 hommes dont 100 sur les rangs
  - 27e régiment de dragons, 214 hommes dont 90 sur les rangs
- artillerie divisionnaire : (60 hommes)
  - artillerie à cheval : 3e compagnie du 2e régiment d'artillerie à cheval avec 2 pièces de 8 livres et 1 obusier de 6 pouces

Réserve d'artillerie
- artillerie à pied : une batterie et demie avec 9 pièces de 12 livres (non arrivée ?)

#### 4eCorps d'Armée
Effectifs totaux : 24 172 fantassins, 924 cavaliers, 1 195 artilleurs et 35 canons
- Commandé par le Maréchal Soult
- chef d'état-major : général de division Charles Salligny
- commandant de l'artillerie : général de brigade Jean Ambroise Baston de Lariboisière
- commandant du génie : colonel Victor Poitevin

##### 1reDivision d'Infanterie
Commandée par le général de division de Saint-Hilaire
- 1re brigade : général de brigade Charles Antoine Morand
  - 10e régiment d'infanterie légère (1 488 hommes), colonel Pierre Charles Pouzet
- 2e brigade : général de brigade Thiébault
  - 14e régiment d'infanterie de ligne (1 551 hommes), colonel Jacques Francois Marc Mazas
  - 36e régiment d'infanterie de ligne (1 643 hommes)
- 3e brigade : général de brigade Varé (rattachée à la division Vandamme pendant la bataille)
  - 43e régiment d'infanterie de ligne (1 498 hommes)
  - 55e régiment d'infanterie de ligne (1 658 hommes)
  - artillerie divisionnaire (120 hommes)
  - 12e compagnie du 5e régiment d'artillerie à pied avec 2 pièces de 8 livres, 2 de 4 livres et 2 obusiers de 6 pouces
  - détachement de la 16e compagnie du 5e régiment d'artillerie à pied avec 2 pièces de 8 livres

##### 2edivisiond'infanterie
Commandée par le général de division Vandamme
- 1er brigade : général de brigade Schiner
  - 24e régiment d'infanterie légère (1 291 hommes) :
- 2e brigade : général de brigade Ferey
  - 4e régiment d'infanterie de ligne (1 658 hommes), colonel Joseph Bonaparte
  - 28e régiment d'infanterie de ligne (1 599 hommes), colonel Jean-Georges Edighoffen
- 3e brigade : général de brigade Jacques Lazare Savettier de Candras
  - 46e régiment d'infanterie de ligne (1 350 hommes)
  - 57e régiment d'infanterie de ligne (1 743 hommes), colonel Jean Pierre Antoine Rey
- artillerie divisionnaire : (117 hommes)
  - 13e compagnie du 5e régiment d'artillerie à pied avec 2 pièces de 8 livres, 2 de 4 livres et 2 obusiers de 6 pouces
  - détachement de la 16e compagnie du 5e régiment d'artillerie à pied avec 2 pièces de 8 livres

##### 3eDivision d'Infanterie
Commandée par le général de division Claude-Juste-Alexandre Legrand
- 1re brigade : général de brigade Pierre Hugues Victoire Merle
  - 26e régiment d'infanterie légère (1 564 hommes), colonel Francois-René Pouget
  - bataillon des tirailleurs du Pô (en) (340 hommes)
  - bataillon des tirailleurs corses (519 hommes)
- 2e brigade : général de brigade Jean-Baptiste Michel Féry
  - 3e régiment d'infanterie de ligne (1 644 hommes)
- 3e brigade : général de brigade Levasseur
  - 18e régiment d'infanterie de ligne (1 402 hommes)
  - 75e régiment d'infanterie de ligne (1 688 hommes)
  - artillerie divisionnaire (116 hommes)
  - 14e compagnie du 5e régiment d'artillerie à pied avec 2 pièces de 8 livres, 2 de 4 livres et 2 obusiers de 6 pouces
  - détachement de la 16e compagnie du 5e régiment d'artillerie à pied avec 2 pièces de 8 livres

##### Division de Cavalerie Légère
Commandée par le général de brigade Pierre Margaron
- 8e régiment de hussards, 359 hommes en 3 escadrons, colonel Jean-Baptiste Franceschi
- 11e régiment de chasseurs à cheval, 343 hommes en 4 escadrons
- 26e régiment de chasseurs à cheval, 316 hommes en 3 escadrons
- artillerie divisionnaire :
  - 4e compagnie du 5e régiment d'artillerie à cheval avec 5 pièces de 8 livres, 91 hommes

##### 3eDivision de Dragons
Commandée par le général de division Beaumont (absent pour maladie remplacé par le général de brigade Boyé)
- 1re brigade commandée par le général de brigade Charles Joseph Boyé
  - 5e régiment de dragons, 234 hommes en 3 escadrons, colonel Jacques Nicolas Lacour (blessé pendant la bataille)
  - 8e régiment de dragons, 289 hommes en 3 escadrons, colonel Louis Beckler
  - 9e régiment de dragons, 297 hommes en 3 escadrons, Major Jacques Antoine Adrien Delort
- 2e brigade commandée par le général de brigade Nicolas Joseph Scalfort
  - 12e régiment de dragons, 291 hommes en 3 escadrons, colonel Joseph Pagès
  - 16e régiment de dragons, 242 hommes en 3 escadrons, colonel Francois-Marie Clement de La Ronciere
  - 21e régiment de dragons, 285 hommes en 3 escadrons, colonel Jean-Baptiste Charles Mas de Polart
- artillerie divisionnaire :
  - détachement de la 3e compagnie du 2e régiment d'artillerie à cheval avec 2 pièces de 8 livres, et 1 obusier de 6 pouces

Réserve d'artillerie
- - détachements des 17e et 18e compagnies du 5e régiment d'artillerie à pied avec 6 pièces de 12 livres

#### 5ecorpsd'armée
Effectifs totaux : 12 818 fantassins, 640 cavaliers, 774 artilleurs et 20 canons
- Commandé par le Maréchal Lannes

##### 3edivisiond'infanterie
Commandée par le général de division Suchet
- 1re brigade commandée par le général de brigade Michel Marie Claparède
  - 17e régiment d'infanterie légère (1 373 hommes)
- 2e brigade : général de brigade Nicolas Léonard Bagert Beker
  - 34e régiment d'infanterie de ligne (1 615 hommes)
  - 40e régiment d'infanterie de ligne (1 149 hommes)
- 3e brigade : général de brigade Jean-Marie Valhubert
  - 64e régiment d'infanterie de ligne (1 052 hommes)
  - 88e régiment d'infanterie de ligne (1 428 hommes)
  - artillerie divisionnaire (111 hommes)
  - artillerie à pied : deux batteries avec 2 pièces de 12 livres, 8 pièces de 8 livres et 2 pièces de 4 livres

##### 1redivisiond'infanterie
(Détachée du 3e corps d'armée), commandée par le général de division Marie François Auguste de Caffarelli du Falga
- 1re brigade : général de brigade Georges-Henri Eppler
  - 13e régiment d'infanterie légère (1 240 hommes), colonel Pierre Castex
- 2e brigade : général de brigade Joseph Laurent Demont
  - 17e régiment d'infanterie de ligne (1 561 hommes)
  - 30e régiment d'infanterie de ligne (1 011 hommes)
- 3e brigade : général de brigade Jean Louis Debilly
  - 51e régiment d'infanterie de ligne (1 214 hommes)
  - 61e régiment d'infanterie de ligne (1 175 hommes)
- artillerie divisionnaire (77 hommes)
  - artillerie à pied : batterie avec 4 pièces de 8 livres et 2 obusiers de 6 pouces

##### 2edivisionde dragons
(Rattachée), commandée par le général de division Frédéric Henri Walther
- 1re brigade commandée par le général de brigade Sébastiani de la Porta (322 hommes) :
  - 3e régiment de dragons
  - 6e régiment de dragons
- 2e brigade commandée par le général de brigade Roget de Belloguet (403 hommes) :
  - 10e régiment de dragons
  - 11e régiment de dragons
- 3e brigade commandée par le général de brigade André Joseph Boussart (403 hommes) :
  - 13e régiment de dragons
  - 22e régiment de dragons
- artillerie divisionnaire (41 hommes) :
  - artillerie à cheval : demi-batterie avec 2 pièces de 8 livres et 1 obusier de 6 pouces

#### Réserve de cavalerie
Effectifs totaux : 15 681 cavaliers, 607 artilleurs et 36 canons
- Commandée par le Maréchal Murat
- Chef d'état-major : général de division Augustin Daniel Belliard
- Commandant de l'artillerie : général de brigade Antoine Alexandre Hanicque
- Commandant du génie : colonel Hayelle

##### 1redivisionde cavalerie lourde
commandée par le général de division Nansouty :
- 1re brigade commandée par le général de brigade Joseph Piston (386 hommes) :
  - 1er régiment de carabiniers, 205 hommes en 3 escadrons, colonel Prince Adlobrandini
  - 2e régiment de carabiniers, 181 hommes en 3 escadrons, colonel Pierre-Nicolas Morin
- 2e brigade commandée par le général de brigade Armand Lebrun de La Houssaye (584 hommes) :
  - 2e régiment de cuirassiers, 304 hommes en 3 escadrons, colonel Jean-Frédéric Yvendorff
  - 9e régiment de cuirassiers, 280 hommes en 3 escadrons, colonel Jean-Pierre Doumerc
- 3e brigade commandée par le général de brigade Saint-Germain (610 hommes) :
  - 3e régiment de cuirassiers
  - 12e régiment de cuirassiers
- artillerie divisionnaire (44 hommes) :
  - artillerie à cheval : demi-batterie avec 2 pièces de 8 livres et 1 obusier de 6 pouces

##### 2edivisionde cavalerie lourde
Commandée par le général de division Jean Joseph Ange d'Hautpoul
- 1er brigade commandée par le colonel Jean-Baptiste Noirot (763 hommes) :
  - 1er régiment de cuirassiers, 388 hommes en 3 escadrons, colonel Marie-Adrien-Francois Guiton.
  - 5e régiment de cuirassiers, 375 hommes en 3 escadrons, colonel Jean-Baptiste Noirot
- 2e brigade commandée par le général de brigade Saint-Sulpice (561 hommes) :
  - 10e régiment de cuirassiers, 254 hommes en 3 escadrons, colonel Pierre-Francois Lataye
  - 11e régiment de cuirassiers, 327 hommes en 3 escadrons, colonel Albert-Louis-Emmanuel Fouler
- artillerie divisionnaire (44 hommes) :
  - artillerie à cheval : demi-batterie avec 2 pièces de 8 livres et 1 obusier de 6 pouces

##### 1redivisionde cavalerie légère
Rattachée au 1er corps d'armée, commandée par le général de division Kellermann
- 1re brigade commandée par le général de brigade de Marisy
  - 2e régiment de hussards, 430 hommes, colonel Jean-François Thérèse Barbier
  - 5e régiment de hussards, 355 hommes, colonel François Xavier de Schwarz
- 2e brigade commandée par le général de brigade Joseph-Denis Picard :
  - 4e régiment de hussards, 444 hommes, colonel André Burthe
  - 5e régiment de chasseurs à cheval, 436 hommes, colonel Claude Louis Constant Esprit Juvenal Corbineau
- artillerie divisionnaire (79 hommes) :
  - artillerie à cheval : 1re compagnie du 3e régiment d'artillerie à cheval avec 2 pièces de 6 livres, 2 pièces de 3 livres et 1 obusier de 51/3 pouces

##### 5edivisionde cavalerie légère
Rattachée au 5e corps d'armée, commandée par le général de brigade Jean-Louis-François Fauconnet
- 1re brigade commandée par le général de brigade Anne-François-Charles Trelliard, 494 hommes
  - 9e régiment de hussards, 344 hommes
  - 10e régiment de hussards, 335 hommes
- 2e brigade : général de brigade Jean-Louis-François Fauconnet (engagé ?)
  - 13e régiment de chasseurs à cheval, 339 hommes
  - 21e régiment de chasseurs à cheval, 331 hommes

Rattachée :
- brigade de cavalerie légère commandée par le général de brigade Édouard Jean Baptiste Milhaud
  - 16e régiment de chasseurs à cheval, 339 hommes
  - 22e régiment de chasseurs à cheval, 331 hommes

#### Grand parc d’artillerie
- artillerie à pied : une batterie avec 6 pièces de 3 livres autrichiennes et deux autres avec 6 pièces de 12 livres, 230 hommes, issues du 7e régiment d'artillerie